# 聯合國安全理事會第1874號決議
聯合國安理會1874號決議是聯合國安全理事會於2009年6月12日一致通過的一項決議，該決議依據《聯合國憲章》第七章對威脅國際和平與安全的行為規定，對朝鮮人民民主主義共和國進行核子試爆，提出進一步的經濟制裁，加強管制北韓除輕型武器以外的武器進出口，並授權各國可攔檢北韓的可疑船隻及貨物。通过该决议的此次会议由土耳其代表主持。

## 决议之后
- 2009年7月4日，朝鮮民主主義人民共和國继续无视联合国安理会1874号决议，于美国独立日期间在江原道的导弹基地向东部海上试射了七枚对地弹道导弹。

## 外部連結
- （简体中文）聯合國安全理事會第6141次會議紀錄 （页面存档备份，存于）
- （英文）聯合國安全理事會第6141次會議紀錄 （页面存档备份，存于）
- （简体中文）安理会通过关于朝鲜核实验问题的决议